# Santiago Papasquiaro
Santiago Papasquiaro is een stad in de Mexicaanse deelstaat Durango. De plaats heeft 23.560 inwoners (census 2005) en is de hoofdplaats van de gemeente Santiago Papasquiaro.